# Stathern
 (octobre 2023).
Stathern est une paroisse civile et un village du Leicestershire, en Angleterre.